# 龚泽民 (企业家)
龚泽民是一名香港企業家，祖籍廣東陸豐市，父親龔俊龍是中國第十三届全国政协委员。

## 生平
龚泽民曾居美國，在華爾街工作，後返回中國內地發展，現任恒裕集团董事會主席、汕尾市政协常委丶恒裕景丰總經理。